# Anja Snellman
Pour les articles homonymes, voir Snellman.
Anja Kyllikki Snellman-Orma (née Kauranen le 23 mai 1954 à Helsinki) est une écrivaine finlandaise.

## Œuvres

### Traductions en français
- Le Temps de la peau [« Ihon aika »]  (trad. Anne Colin du Terrail), Caen, Presses universitaires de Caen, 1998, 199 p. (ISBN 2-84133-067-2)

### Romans
- Sonja O : Kävi täällä, Helsinki, WSOY, 1981 (ISBN 951-0-10863-4)
- Tushka, Helsinki, WSOY, 1983 (ISBN 951-0-12039-1)
- Kultasuu, Helsinki, WSOY, 1985 (ISBN 951-0-11430-8)
- Pimeää vain meidän silmillemme, Helsinki, WSOY, 1987 (ISBN 951-0-14663-3)
- Kiinalainen kesä, Helsinki, WSOY, 1989 (ISBN 951-0-15299-4)
- Kaipauksen ja energian lapset, Helsinki, WSOY, 1991 (ISBN 951-0-17480-7)
- (en) Ihon aika, Helsinki, WSOY, 1993, 152 p. (ISBN 951-0-18829-8)
- Pelon maantiede : Romaani, Helsinki, WSOY, 1995 (ISBN 951-0-20564-8)
- Syysprinssi, Helsinki, WSOY, 1996 (ISBN 951-0-21391-8)
- Arabian Lauri, Helsinki, WSOY, 1997 (ISBN 951-0-22129-5)
- Side, Helsinki, WSOY, 1998 (ISBN 951-0-22887-7)
- Paratiisin kartta, Helsinki, Otava, 1999 (ISBN 951-1-16106-7)
- Aura, Helsinki, Otava, 2000 (ISBN 951-1-16749-9)
- Safari Club, Helsinki, Otava, 2001 (ISBN 951-1-17270-0)
- Äiti ja koira, Helsinki, Otava, 2002 (ISBN 951-1-18484-9)
- Lyhytsiipiset, Helsinki, Otava, 2003 (ISBN 951-1-18877-1)
- Rakkauden maanosat, Helsinki, Otava, 2005 (ISBN 951-1-20109-3)
- Harry H, Helsinki, Otava, 2007 (ISBN 978-951-3-13963-6)
- Lemmikkikaupan tytöt, Helsinki, Otava, 2007 (ISBN 978-951-1-20824-2)
- Parvekejumalat, Helsinki, Otava, 2010 (ISBN 978-951-1-24904-7)
- Ivana B, Helsinki, Siltala, 2012 (ISBN 978-952-23-4108-2)
- Pääoma, Helsinki, Otava, 2013 (ISBN 978-951-1-26243-5)[2]

### Recueils de poèmes
- (fi) Saa kirjoittaa : runoja, Helsinki, Otava, 2004, 140 p. (ISBN 951-1-19385-6)
- Öisin olemme samanlaisia, Helsinki, Siltala, 2011 (ISBN 978-952-23-4059-7)
- Runoksia, Helsinki, WSOY, 2014 (ISBN 978-951-0-40637-3)

## Prix et récompenses
- 1981, prix Juhana-Heikki-Erkko
- 1994, médaille Kiitos kirjasta
- 2007, médaille Pro Finlandia